# Elisso Bolkvadze
Elisso Bolkvadze  ou Eliso Bolkvadze (em georgiano:  ელისო ბოლქვაძე) (Tbilisi, 2 de janeiro de 1967) é uma pianista e política georgiana. É membro do Parlamento da Geórgia desde dezembro de 2020.
Elisso Bolkvadze vem de uma família de literatos. Deu o seu primeiro concerto aos sete anos. Estudou numa escola especial de música para crianças dotadas em Tbilisi, e continuou o seu estudo no Conservatório de Tbilisi com o professor Tengiz Amirejibi, e ao mesmo tempo seguiu uma master class com a Professora Tatiana Nikolayeva em Moscovo. Mais tarde mudou-se para Paris e continuou a sua educação musical e intelectual com o compositor e filósofo Michel Sogny em França e na Áustria.

## Carreira musical
Elisso Bolkvadze tem tocado em recitais e concertos esgotados em toda a Europa, Estados Unidos, Japão e China em prestigiadas salas de concerto, como no John F. Kennedy Center for the Performing Arts (Washington) Pasadena Auditorium (Los Angeles), Orange County Convention Center, Salle Pleyel, Salle Gaveau, Théâtre des Champs Elysées em Paris, Orquestra Gewandhaus (Leipzig), Herkulessaal (Munique, Alemanha) Alte Oper (Frankfurt, Alemanha), Saint Petersburg Philharmonic Hall (Rússia) , Wiener Konzerthaus, Victoria Hall (Genebra), Cadogan Hall em Londres, Konzerthaus Berlin, Teatro Manzoni (Milano), Orchestra Hall, Chicago, Knight Concert Hall, etc.
Além disso, Elisso Bolkvadze atuou com várias orquestras, incluindo a Orquestra Filarmónica do Qatar, Orquestra Sinfónica Nacional Lituana (Lituânia) a Orquestra Filarmónica Nacional da Ucrânia, a Symphonieorchester Innsbruck, a Orchestre National de France, a Orquestra Sinfónica de Dallas, e muitas outras.
Em junho de 2018, Elisso apresentou-se na sede da UNESCO por ocasião do centenário da Proclamação da Independência da República Democrática da Geórgia.
Elisso Bolkvadze é também fundadora e diretora artística do Batumi - Black Sea Music and Art Festival na Geórgia.
Elisso Bolkvadze ganhou numerosas famosas competições internacionais de piano, como o Concurso International Johann Sebastian Bach em Leipzig (1983), o Concurso Internacional Van Cliburn de Piano nos Estados Unidos (1989), o Concurso Internacional de Piano Vianna da Motta em Lisboa (1987), o Concurso Long-Thibaud-Crespin em Paris (prémio especial para melhor interpretação da música francesa, 1995), e o Concurso Internacional de Piano Axa em Dublin (1997), entre outros.
Em 7 de outubro de 2015, foi condecorada com a Ordem das Artes e Literatura, pela ministra francesa da Cultura, Fleur Pellerin. A 22 de janeiro de 2015, tornou-se Artista da UNESCO para a Paz. Este prestigiado título foi-lhe designado pela Diretora-geral da UNESCO, Irina Bokova. Em 2018, foi-lhe também atribuída a mais prestigiada honra nacional - "A medalha de honra do governo georgiano" pelo governo georgiano.
Elisso Bolkvadze foi entrevistada pela revista Piano Performer (EUA) e esteve em destaque na capa da edição de outono.
Elisso Bolkvadze está ativamente envolvida em concertos e atividades humanitárias e de caridade. Em 2013, Elisso fundou a sua própria fundação de música de beneficência, Lyra, com a missão de inspirar e promover a jovem geração de pianistas clássicos georgianos.
Em 2013, Elisso Bolkvadze realizou um concerto de recital "Piano for Peace" na [Cimeira Mundial dos Laureados com o Nobel da Paz]] em Varsóvia, na presença de Sharon Stone.
Deu a série de concertos de beeficência para apoiar as crianças georgianas que sofreram também da guerra para ajudar pacientes individuais e crianças afetadas pelo cancro.
Em março de 2017 participou numa conferência organizada pela Assembleia Geral das Nações Unidas em Genebra com Angelina Jolie para homenagear a memória de Sérgio Vieira de Mello.